# Largo desolato
Largo desolato è un dramma semi-autobiografico di Václav Havel scritto nel 1984, poco dopo la fine della prigionia del dissidente cecoslovacco. È dedicato a Tom Stoppard, drammaturgo nato in Cechia e traduttore dell'opera in inglese, che l'ha presentato nel 1986.

## Personaggi
- Leopold Kopřiva: dissidente, filosofo e professore, divenuto eroe popolare
- Edward e Bertram: colleghi e amici di Leopold
- Suzana: coinquilina e forse moglie di Leopold; è sentimentalmente impegnata con Edward
- Lucy: amante di Leopold, frustrata dal comportamento chiuso dell'amante
- Marguerite: studentessa di filosofia della quale Leopold è mentore
- I due Tizi: agenti della polizia governativa, assistiti da due poliziotti
- I due Sydney: lavoratori alla latteria che provano ad aiutare Leopold

## Trama
Leopold Kopřiva è un professore di filosofia e dissidente del suo regime, che vive nel costante timore di ritorsioni da parte del governo, che lo portano alla depressione e all'abuso di alcol. I suoi amici, per questo, si preoccupano, la sua coinquilina perde la pazienza e la sua amante diventa molto nervosa e tesa. I lavoratori della latteria decidono di rubare dei documenti per darglieli, sperando che possano ispirarlo. Una notte gli viene notificato da agenti della Polizia governativa che solo se avesse rinunciato alla paternità dei suoi scritti sarebbe stato libero. In un momento di coraggio si rifiuta di rinnegare le sue opere, ma la Polizia non lo arresta perché il suo alcolismo e la sua depressione l'hanno già reso inoffensivo per il governo.